# 未来予想図 〜ア・イ・シ・テ・ルのサイン〜
『未来予想図〜ア・イ・シ・テ・ルのサイン〜』（みらいよそうず―）は、2007年10月6日に公開された日本の映画作品。
DREAMS COME TRUEの楽曲『未来予想図』『未来予想図II』の歌詞の世界観を映画化。DREAMS COME TRUEの中村正人が音楽監修を行った。主題歌『ア・イ・シ・テ・ルのサイン 〜わたしたちの未来予想図〜』はこの映画のために新たに書き下ろされた。

## キャッチコピー
ほら 思ったとおりに かなえられてく…

## あらすじ
商社に勤める普通のOL・宮本さやか。建築家ガウディに憧れ、建築設計事務所に勤める、さやかの恋人・慶太。
夢を追い続ける慶太の直向さに後押しされ、さやかは自分も夢だった雑誌編集者への転職を図る。そして、ある出版社への採用が決まるが、それと同時に慶太にスペインへの赴任が打診される。別々の道を歩き始める2人の未来予想図は…。

## キャスト
- 宮本さやか（出版社の編集者） - 松下奈緒
- 福島慶太（建築事務所の建築士） - 竹財輝之助
- 井上拓己（花火師） - 原田泰造
- 井上苑 - 西田尚美
- 村本美樹 - 関めぐみ
- 平尾稔（慶太の大学時代の同級生） - 弓削智久
- 宮本あすか（さやかの妹） - 藤井美菜
- 中島良郎（サグラダ・ファミリアでの唯一の日本人彫刻家） - 加藤雅也
- 後藤大介（出版社の編集長、さやかの上司） - 石黒賢
- 宮本陽子（小料理屋のおかみ、さやかの母） - 松坂慶子

## スタッフ
- 監督 - 蝶野博
- 脚本 - 狗飼恭子、柴崎竜人
- 製作総指揮 - 松本輝起
- チーフプロデューサー - 小林敬宜、水川真理子
- プロデューサー - 伏木賢一、藤田義則、福島大輔
- アソシエイト・プロデューサー - 三宅はるえ、松田さやか
- 音楽 - 岩代太郎
- 音楽監修 - 中村正人
- 撮影 - 石坂拓郎
- 照明 - 藤森玄一郎
- 録音 - 橋本文雄
- 美術 - 岩城南海子
- 装飾 - 尾関龍生
- 編集 - 森下博昭
- 助監督 - 山本透
- 制作担当 - 守田健二
- 企画 - イフ・エンターテインメント、松竹
- 企画協力 - ディーシーティーエンタテインメント
- 製作 - 松竹、イフ・エンターテインメント、三井物産、ドワンゴ、ディーシーティーエンタテインメント、フェローピクチャーズ、メディアファクトリー、KINOSHITA、衛星劇場
- 制作プロダクション - フェローピクチャーズ
- 配給 - 松竹

## ロケ地
- 歌舞伎座
- サグラダ・ファミリア
- カサ・バトリョ
- グエル公園
- ランブラス通り
- 青山セントグレース大聖堂
- 横浜国立大学
- 横浜ベイクォーターほか